# Valkjärvi (sjö i Salo, Egentliga Finland, 60,36 N, 23,4 Ö)
Valkjärvi är en sjö i kommunen Salo i landskapet Egentliga Finland i Finland. Arean är 35 hektar och strandlinjen är 3,72 kilometer lång. Sjön  ingår i Kisko ås och Bjärnå å huvudavrinningsområde.   Den ligger omkring 62 kilometer öster om Åbo och omkring 87 kilometer väster om Helsingfors. 
I sjön finns ön Louhisaari. 